# Jotunheimen nationalpark
Jotunheimen nationalpark er en norsk nationalpark, der ligger i Lom, Vågå og Vang kommuner i Oppland samt Luster og Årdal kommuner i Vestland. Parken blev oprettet i 1980 og er på 1151 km². Utladalen naturværnsområde grænser op til selve nationalparken. I Jotunheimen findes flere af de højeste fjeldtoppe i Nordeuropa, blandt andet Galdhøpiggen (2.470 m) og Glittertind (2.465 m).
Navnet "Jotunheimen" betyder "Kæmpernes hjem", og det er relativt nyt, idet det først er blevet officielt fra 1862, hvor Aasmund Olavsson Vinje, en af pionererne i indførelsen af nynorsk, bragte det på banen inspireret af det tidligere anvendte "Jotunfjellene", der var blevet anvendt om selve fjeldene. Vinje skrev en digtsamling til områdets pris i 1864 med titlen Diktsamling.
Jotunheim er også velkendt fra den nordiske mytologi. Desuden optræder området som scene i Henrik Ibsens skuespil Peer Gynt.

## Ekstern henvisning
- Direktoratet for naturforvaltning, informasjon om Jotunheimen nasjonalpark Arkiveret 12. marts 2007 hos  Wayback Machine

61°30′N 8°22′Ø / 61.5°N 8.37°Ø